# سیجی تاکایوا
سیجی تاکایوا (انگلیسی: Seiji Takaiwa؛ زادهٔ ۳ نوامبر ۱۹۶۸) بازیگر، بازیگر سینما، و بدل‌کار اهل ژاپن است.